# Albert Hammond
Albert Hammond (* 18. května 1944) je anglický zpěvák, kytarista a hudební producent.

## Život
Narodil se v Londýně, ale vyrůstal na Gibraltaru. Zde také vznikla jeho první skupinu, která nesla název The Diamond Boys; žádnému většímu úspěchu se jí však nedostalo. Později, když byl zpět v Anglii, založil skupinu The Family Dogg, která měla již větší úspěch a její píseň „A Way of Life“ se v roce 1969 stala hitem. Roku 1972 vydal své první sólové album nazvané It Never Rains in Southern California; spoluautorem všech písní byl Mike Hazlewood a na albu se dále podíleli například Hal Blaine a Larry Carlton. Později nahrál řadu dalších alb, převážně pro vydavatelství Epic Records.
Napsal řadu hitů pro jiné interprety, například pro zpěvačky Dianu Rossovou a Tinu Turner. Roku 2010 se podílel jako producent, autor písní i jako hudebník na druhém albu velšské zpěvačky Duffy nazvaném Endlessly. Je držitelem řady různých ocenění; mimo cen Grammy za produkci (1985) získal Řád britského impéria (2000) a byl uveden do Songwriters Hall of Fame (2008). Jeho synem je Albert Hammond, Jr., jeden z členů rockové skupiny The Strokes.